# Фокс, Шон Райан
Шон Райан Фокс (англ. Sean Ryan Fox; род. 30 августа 2001) — американский актёр, наиболее известный благодаря роли Джаспера Данлопа в телесериале «Опасный Генри».

## Биография
Шон Райан Фокс родился в Риверсайде, Калифорния. Когда ему исполнилось 8 лет, он переехал в Голливуд, где в течение первых двух месяцев прослушивания получил роли в двух рекламных роликах. В 2011 году Фокс дебютировал на телевидении в эпизоде сериала «Мыслить как преступник», в котором он сыграл в возрасте 10 лет. Помимо этого он появлялся в таких фильмах, как «Динозавр Дэвида», «Поле потерянной обуви» и «К востоку от Кенсингтона». С 2014 по 2020 год снимался в роли Джаспера Данлопа в сериале «Опасный Генри».

## Фильмография
| Год       |     | Русское название            | Оригинальное название                      | Роль              |
| --------- | --- | --------------------------- | ------------------------------------------ | ----------------- |
| 2011      | с   | Мыслить как преступник      | Criminal Minds                             | Сай в детстве     |
| 2012      | с   | Морская полиция: Спецотдел  | NCIS                                       | Дейв              |
| 2012      | с   | Ночное шоу с Джеем Лено     | The Tonight Show with Jay Leno             | Билли Фиск        |
| 2012      | с   | Первая семья                | The First Family                           | Ларри             |
| 2012      | кор | К востоку от Кенсингтона    | East of Kensington                         | Таттлс            |
| 2012      | с   | В ударе                     | Kickin’ It                                 | Тимми             |
| 2013      | ф   | —                           | Life Tracker                               | борющийся ребёнок |
| 2014      | мф  | —                           | The Loud House                             | Линкольн Лауд     |
| 2014—2015 | мс  | Джейк и пираты Нетландии    | Jake and the Never Land Pirates            | Джейк             |
| 2014—2020 | с   | Опасный Генри               | Henry Danger                               | Джаспер Данлоп    |
| 2015      | ф   | Потеря                      | Bereave                                    | щекастый ребёнок  |
| 2015      | ф   | Поле потерянной обуви       | Field of Lost Shoes                        | юный Джош Уиз     |
| 2015      | ф   | Секс, смерть и боулинг      | Sex, Death and Bowling                     | Вулф Холлистер    |
| 2015      | тф  | —                           | Nickelodeon’s Ho Ho Holiday Special        | Марти             |
| 2016      | мс  | —                           | Henry Danger Motion Comic                  | Джаспер Данлоп    |
| 2016      | ф   | Рождество снова и снова     | Christmas All Over Again                   | Эдди              |
| 2016      | кор | —                           | Where the End Begins                       | Майк              |
| 2017      | тф  | Летний лагерь Никелодеон    | Nickelodeon’s Sizzling Summer Camp Special | худший парень     |
| 2017      | в   | —                           | Camp Cool Kids                             | Дин               |
| 2017      | ф   | Динозавр Дэвида             | David’s Dinosaur                           | Дэвид             |
| 2018      | мс  | Приключения Опасного Малого | The Adventures of Kid Danger               | Джаспер Данлоп    |